# بيتر جي. شولتز
بيتر جي. شولتز (بالإنجليزية: Peter G. Schultz)‏ هو أستاذ جامعي وعالم وراثة وكيميائي أمريكي، ولد في 23 يونيو 1956 في سينسيناتي في الولايات المتحدة.

## وصلات خارجية
- الموقع الرسمي